# Kő kövön (album)
A Kő kövön, a P. Box együttes második albuma.

## Az album dalai (1983)
1. Soha nem elég (4:09)
2. Ingajárat (3:48)
3. Maradj a vonalban (3:45)
4. Fantom lány (4:49)
5. Valami rock and roll (3:31)
6. A zöld, a bíbor és a fekete (3:48)
7. Engedj! (5:10)
8. Az ideges (5:46)
9. Vágtass velem! (Kő kövön...) (4:33)

## Retail kiadás (1999)
(Az első két nagylemez együtt)
(Disc 1)
1. Másnak szól
2. Egérszerenád
3. Éjféli szekér
4. Dödöle
5. Hölgyválasz
6. Szupergép
7. A levél
8. Nekem ne mondd
9. A bolond

(Disc 2)
1. Soha nem elég
2. Ingajárat
3. Maradj vonalban
4. Fantom-lány
5. Valami rock and roll
6. A zöld, a bíbor és a fekete
7. Engedj!
8. Az ideges
9. Vágtass velem (Kő kövön)

## Közreműködött
- Bencsik Sándor – gitár
- Cserháti István – billentyűs hangszerek
- Sáfár József – basszusgitár
- Szabó István – dob, ütőhangszerek
- Vikidál Gyula – ének